# Кішитобе
Кіши́тобе (каз. Кішітөбе) — село у складі Каратальського району Жетисуської області Казахстану. Входить до складу Бастобинський сільського округу.
До 2005 року село називалося Нова Жизнь.
Населення — 303 особи (2021; 322 у 2009, 446 у 1999, 349 у 1989).